# Kenneth Searight
Kenneth Searight (Kensington, 1883 – 1957) va ser el creador de la llengua auxiliar internacional sona. Searight en descriu la gramàtica i el vocabulari en el seu llibre Sona: An auxiliary neutral language.

## Biografia
Searight va néixer a Kensington, Anglaterra, al desembre de 1883. Durant la seva infància va assistir a l'escola de Charterhouse (un internat). El 1904 va ser requerit pel Queen's Own Western Kent Regiment i va ser destinat durant alguns anys a l'Índia. Va ser aquí on es va fer amic de l'escriptor anglès E.M. Forster que, segons sembla, es va inspirar en Searight per crear l'heroi de la seva novel·la heroica Maurice, i de l'historiador G. L. Dickinson. Les seves trobades amb Searight van influir en la visió del món d'E.M. Forster, sobretot pel que fa als soldats.
Més tard, el seu regiment va ser destinat a l'Iraq, i després a Egipte. Va gaudir del seu període de permís recorrent la mar Mediterrània, i sobretot Itàlia. Va ser durant aquest llarg viatge que Searight va desenvolupar el seu interès per la lingüística i es va familiaritzar amb les llengües i cultures de l'Orient Mitjà i de l'Extrem Orient.
Searight es va retirar a Roma el 1926. El 1934 es va posar en contacte amb Charles Kay Ogden, creador de l'anglès bàsic, per debatre sobre la publicació del seu llibre sobre el sona. Ogden va accedir a publicar l'obra i també en va escriure la introducció.
També va ser autor d'un manuscrit de tema pederàstic, en part autobiogràfic, anomenat Paidikion, que no es va arribar a publicar. Escrit al voltant de l'any 1917 en anglès, es compon d'una col·lecció de peces homoeròtiques en prosa i en vers, incloent-hi una autobiografia poètica sexual de l'autor, de 137 pàgines, titulada "The Furnace". En una secció titulada "Paidiology", l'autor inclou una llista de 129 nois, amb els quals va mantenir relacions sexuals del 1897 al 1917, tot indicant detalls com el nom, l'edat i la raça de cadascun d'ells, la naturalesa de l'acte sexual realitzat, la data i el lloc de cada encontre (el manuscrit revela que va mantenir relacions tant al Regne Unit com a Itàlia, Egipte i l'Índia), el nombre d'orgasmes que va tenir i altres informacions. La mitjana d'edat dels nois és de 15 anys.

## Sona
Searight descriu la llengua auxiliar sona en el seu llibre Sona: An auxiliary neutral language, publicat el 1935. La idea de la creació d'aquest idioma va sorgir com a resposta a l'eurocentricitat de molts projectes anteriors similars, como ara l'esperanto i el volapük, o la impracticitat a priori d'uns altres, com el solresol. La paraula sona (en la mateixa llengua sona) significa "(cosa) auxiliar". Searight va incorporar en el seu projecte elements semàntics i estructurals de diversos idiomes, entre ells el japonès, l'anglès, el turc, el xinès, el rus, el persa i l'àrab, així com de les llengües neollatines. En l'actualitat hi ha diversos grups i lloc web en internet dedicats a la utilització del sona.